# Ивана Сръбкова
Ивана Сръбкова (на чешки: Ivana Srbková, р. 1955) е чешка българистка, преводачка на съвременна българска литература.

## Биография
Ивана Сръбкова завършва чешка и българска филология в Масариковия университет в Бърно. Работи в славянския отдел на Националната библиотека на Чешката република.
Участва в Третия световен конгрес по българистика през 2013 г.